# Cornelis Meijer (politicus)
Cornelis Gertruidus Hendrikus Heiliger Meijer (Erp, 9 mei 1861 – Sprang-Capelle, 22 juni 1935) was een Nederlands burgemeester.
Hij was de zoon van Antonie Meijer (notaris) en Johanna Catharina van Riel. Hij trouwde op 4 juli 1889 te Veghel, met Geertruida Margaretha Maria Krom (1859–1926), dochter van een predikant. Ten tijde van zijn huwelijk was hij 28 jaar oud, woonde in Sprang en was mouter van beroep.
In 1896 werd hij verkozen tot raadslid van de gemeente Sprang. Na het overlijden van burgemeester J. van Dijk werd Cornelis Meijer benoemd tot burgemeester van Sprang op 1 augustus 1900, hij werd geïnstalleerd op 14 augustus 1900. In het dorp wordt hij dan 'Mijnheer Meijer, de Mouter' genoemd. Per 1 januari 1923 werd hij de eerste burgemeester van de nieuw gevormde gemeente Sprang-Capelle. In 1934 ging hij met pensioen, hij werd bij die gelegenheid benoemd tot Ridder in de Orde van Oranje-Nassau. Meijer overleed een jaar later.
Zijn grootvader Cornelis van Riel, was van 1847 tot 1865 ook burgemeester van Sprang geweest.